# Нижньодеревечка
Нижньодереве́чка — село в Україні, у Сорокинській міській громаді Довжанського району Луганської області. Населення становить 392 осіб.

## Назва
Назва села двослівна, друга частина утворена дублюванням назви річки Деревечка, перша — слово «Нижньо-» використана для відмінності від села Верхньодеревечка і вказує на географічне положення по відношенню до річки.

## Географія
Географічні координати: 48°13' пн. ш. 39°46' сх. д. Часовий пояс — UTC+2. Загальна площа села — 3,413 км².
Село розташоване у східній частині Донбасу за 15 км від села Верхньошевирівка. Територією села протікає мілководна річка Деревечка.

## Історія
У XIX столітті першими поселенцями козацького хутора були сім'ї Фролових, Чукавових, Попових, які приїхали із-за Дінця. Поселенці займалися хліборобством та розведенням великої рогатої худоби.
У 1929–1930 роках на хуторі Нижньодеревечка проходила колективізація. Більшість селян вступили до колгоспу.
Під час Другої світової війни бойові дії на території населеного пункту не проходили.
У 1972 році розпочалося будівництво централізованого водопостачання, побудована радгоспна їдальня, 2 житлові будинки, 4 двоквартирні будинки.
12 червня 2020 року, відповідно до Розпорядження Кабінету Міністрів України № 717-р «Про визначення адміністративних центрів та затвердження територій територіальних громад Луганської області», увійшло до складу Сорокинської міської громади.
17 липня 2020 року, в результаті адміністративно-територіальної реформи та ліквідації  Сорокинського району, увійшло до складу новоутвореного Довжанського району.

## Населення
За даними перепису 2001 року населення села становило 392 особи, з них 3,32% зазначили рідною мову українську, 96,68% — російську.

## Пам'ятки
В Нижньодеревечці знаходиться братська могила радянських воїнів. Також на околицях села виявлено культовий комплекс «Товста Гора», 3 курганних могильника з 6 курганами, 2 окремо розташованих кургани.